# 静岡市立大川小学校
静岡市立大川小学校（しずおかしりつ おおかわしょうがっこう）は、静岡県静岡市葵区日向にある公立小学校。

## 沿革
- 1874年（明治7年）4月1日 - 「第二大学」区静岡研管内第三番中学区「第三十七番小学校」区「樵客舎」と称し、日向、諸子沢、湯島、道光、藁山の五村を学区として、日向村字中村陽明寺境内に設立[1]。
- 1957年（昭和32年） - 現在地へ移転[1]。
- 1973年（昭和48年）11月18日 - 100周年記念式典[1]。
- 2017年（平成29年）4月7日 - 施設一体型小中一貫校となり「静岡市立大川小中学校」となる。

## 通学区域
葵区

| - 大間 - 崩野 - 坂ノ上 - 栃沢 | - 楢尾 - 諸子沢 - 日向 - 湯ノ島 - 八草 |

## アクセス
- しずてつジャストライン藁科線（日向系統）「大川小学校前」停留所から、徒歩1分